# 赤澤史朗
赤澤（赤沢）史朗（あかざわ しろう、1948年3月22日 - 2024年9月20日）は、日本の歴史学者。専門は日本近現代史。立命館大学名誉教授。文学博士（早稲田大学、1986年）。
父は通商産業省重工業局長、富士通副会長、日本貿易振興会理事長を歴任し、戦後初の国産旅客機YS-11の生みの親と言われる赤澤璋一。九条の会の賛同者である。

## 経歴
- 1972年03月 - 早稲田大学第一政治経済学部経済学科　卒業
- 1975年04月 - 早稲田大学大学院文学研究科史学専攻修士課程　修了
- 1981年03月 - 早稲田大学大学院文学研究科史学専攻博士課程　単位取得退学
- 1986年11月 - 「近代日本の思想動員と宗教統制」により、早稲田大学から文学博士を授与される。
- 1988年04月 - 立命館大学法学部助教授
- 1991年04月 - 立命館大学法学部教授
- 1992年04月 - 立命館大学大学院国際関係研究科教授（併任）
- 2001年03月 - 立命館大学大学院国際関係研究科教授（併任解除）
- 2013年03月 - 立命館大学定年退職
- 2013年04月 - 立命館大学より名誉教授の称号を授与される。
- 2024年9月20日 - 肺炎で死去。76歳没[4]。

## 著書

### 単著
- 『近代日本の思想動員と宗教統制』（校倉書房、1985年）
- 『東京裁判』（岩波ブックレットシリーズ昭和史No.10、岩波書店、1989年）
- 『靖国神社　せめぎあう〈戦没者追悼〉のゆくえ』（岩波書店、2005年）
  - 『靖国神社　「殉国」と「平和」をめぐる戦後史』（岩波現代文庫、2017年）
- 『戦没者合祀と靖国神社』（吉川弘文館、2015年）
- 『徳富蘇峰と大日本言論報国会』（日本史リブレット98、山川出版社、2017年）
- 『戦中・戦後文化論　転換期日本の文化統合』（法律文化社、2020年）

### 共編著
- 『文化とファシズム　戦時期日本における文化の光芒』（北河賢三 共編、日本経済評論社、1993年）
- 『戦後知識人と民衆観』（北河賢三・黒川みどり 共編、影書房、2014年）
- 『触発する歴史学　鹿野思想史と向きあう』（北河賢三・黒川みどり・戸邉秀明 共編、日本経済評論社、2017年）

### 刊行史料
- 『資料日本現代史12　大政翼賛会』（大月書店、1984年）
- 『資料日本現代史13　太平洋戦争下の国民生活』（大月書店、1985年）
- 『石原広一郎関係文書』上・下巻（粟屋憲太郎・立命館百年史編纂室 共編、柏書房、1994年）